# Cantón de Chalabre
El cantón de Chalabre era una división administrativa francesa, que estaba situada en el departamento de Aude y la región de Languedoc-Rosellón.

## Composición
El cantón estaba formado por quince comunas:
- Caudeval
- Chalabre
- Corbières
- Courtauly
- Gueytes-et-Labastide
- Montjardin
- Peyrefitte-du-Razès
- Puivert
- Rivel
- Saint-Benoît
- Sainte-Colombe-sur-l'Hers
- Saint-Jean-de-Paracol
- Sonnac-sur-l'Hers
- Tréziers
- Villefort

## Supresión del cantón de Chalabre
En aplicación del Decreto n.º 2014-204 de 21 de febrero de 2014, el cantón de Chalabre fue suprimido el 22 de marzo de 2015 y sus 15 comunas pasaron a formar parte del nuevo cantón del Alto Valle del Aude (de marzo de 2015 a enero de 2016 llamado Cantón de Quillan).